# Francis Mourey
Francis Mourey (ur. 8 grudnia 1980 w Chazot) – francuski kolarz przełajowy i szosowy, zawodnik profesjonalnej grupy Fortuneo-Vital Concept.

## Najważniejsze osiągnięcia

### przełaje
- 2005
  -  1. miejsce w mistrzostwach Francji
- 2006
  -  3. miejsce w mistrzostwach świata (elite)
- 2007
  -  1. miejsce w mistrzostwach Francji
- 2008
  -  1. miejsce w mistrzostwach Francji
- 2009
  -  1. miejsce w mistrzostwach Francji
- 2010
  -  1. miejsce w mistrzostwach Francji
- 2011
  -  1. miejsce w mistrzostwach Francji
- 2013
  -  1. miejsce w mistrzostwach Francji

### szosa
- 2004
  - 1. miejsce na 3. etapie Route du Sud
- 2013
  - 1. miejsce w Tro Bro Leon
  - 1. miejsce na 5. etapie Circuit de la Sarthe
  - 20. miejsce w Giro d’Italia